# Самміт-Парк (Юта)
Самміт-Парк (англ. Summit Park) — переписна місцевість (CDP) в США, в окрузі Самміт штату Юта. Населення — 8820 осіб (2020).

## Географія
Самміт-Парк розташований за координатами 40°44′35″ пн. ш. 111°34′53″ зх. д. / 40.74306° пн. ш. 111.58139° зх. д. (40.743192, -111.581480).  За даними Бюро перепису населення США в 2010 році переписна місцевість мала площу 40,84 км², уся площа — суходіл.

## Демографія
Згідно з переписом 2010 року, у переписній місцевості мешкало 7775 осіб у 2751 домогосподарстві у складі 2099 родин. Густота населення становила 190 осіб/км².  Було 3184 помешкання (78/км²).
Расовий склад населення:
| - 94,6 % — білих - 1,6 % — азіатів - 0,5 % — чорних або афроамериканців - 0,2 % — корінних американців - 1,8 % — осіб інших рас |

До двох чи більше рас належало 1,4 %. Частка іспаномовних становила 8,8 % від усіх жителів.
За віковим діапазоном населення розподілялося таким чином: 28,1 % — особи молодші 18 років, 66,4 % — особи у віці 18—64 років, 5,5 % — особи у віці 65 років та старші. Медіана віку мешканця становила 38,7 року. На 100 осіб жіночої статі у переписній місцевості припадало 105,1 чоловіків;  на 100 жінок у віці від 18 років та старших — 105,4 чоловіків також старших 18 років.
Середній дохід на одне домашнє господарство  становив 154 127 доларів США (медіана — 117 286), а середній дохід на одну сім'ю — 166 139 доларів (медіана — 129 783). Медіана доходів становила 100 256 доларів для чоловіків та 55 425 доларів для жінок. За межею бідності перебувало 5,4 % осіб, у тому числі 8,3 % дітей у віці до 18 років та 0,0 % осіб у віці 65 років та старших.
Цивільне працевлаштоване населення становило 4450 осіб. Основні галузі зайнятості: освіта, охорона здоров'я та соціальна допомога — 20,0 %, мистецтво, розваги та відпочинок — 18,6 %, науковці, спеціалісти, менеджери — 15,7 %.